# Saskatchewan Highway 932
Highway 932, také nazývaná Cub Lake Trail (volný překlad: Stezka k jezeru Cub), je silnice v kanadské provincii Saskatchewanu. Vede od silnice Highway 106 k silnici Highway 920. Je asi 20 km (12 mil) dlouhá.